# Épretot
Épretot is een gemeente in het Franse departement Seine-Maritime (regio Normandië) en telt 644 inwoners (1999). De plaats maakt deel uit van het arrondissement Le Havre.

## Geografie
De oppervlakte van Épretot bedraagt 6,8 km², de bevolkingsdichtheid is 94,7 inwoners per km².
De onderstaande kaart toont de ligging van Épretot met de belangrijkste infrastructuur en aangrenzende gemeenten.

## Demografie
Onderstaande figuur toont het verloop van het inwonertal (bron: INSEE-tellingen).